# Beacon (New York)
Beacon város az USA New York államában, Dutchess megyében. Lakosainak száma 13 769 fő (2020. április 1.).

## Népesség
A település népességének változása:

| 2010 | 15 541 |
| 2020 | 13 769 |